# Джон Генрі Голланд
Джон Генрі Голланд (англ. John Henry Holland; нар. 2 лютого, 1929—9 серпня 2015) американський науковець та професор психології, професор з електротехніки та інформатики у Мічиганському університеті, Енн Арбор. Він є одним з перших науковців, що почали вивчати складні системи та нелінійну науку, відомий як батько генетичних алгоритмів.

## Біографія
Голланд народився у Форт-Вейні, штат Індіана, у 1929 році. Він вивчав фізику у Массачусетському технологічному інституті та здобув ступінь бакалавра наук у 1950 році, потім вивчав математику у Мічиганському університеті та отримав ступінь магістра мистецтв у 1954 році. У 1959 році він отримав перший ступінь доктора філософію в галузі інформатики, виданий Мічиганським університетом.
Він є членом Центру з вивчення складних систем у Мічиганському університеті, та членом комітету повірених та наукового комітету Інституту у Санта Фе.
Джон Г. Голланд є реципієнтом премії МакАртура, а також став членом Всесвітнього економічного форуму.

## Праця
Голланд часто читає лекції у різних країнах світу щодо своїх досліджень, поточних досліджень та відкритих питань у вивченні складних адаптивних систем. У 1975 році він написав книгу про генетичні алгоритми, «Adaptation in Natural and Artificial Systems». Він також розробив теорему схем.

## Публікації
Голланд є автором декількох книг про складні адаптивні системи, включаючи:
- 1975, Adaptation in Natural and Artificial Systems. — Ann Arbor: University of Michigan Press, 1975.
- 1995, Hidden Order: How Adaptation Builds Complexity
- 1998, Emergence: From Chaos to Order

Обрані статті:
- 1959, «A universal computer capable of executing an arbitrary number of subprograms simultaneously», in: Proc. Eastern Joint Comp. Conf. pp.108-112.
- 1960, «Iterative circuit computers», in: Proc. Western Joint Comp. Conf. pp.259-265.
- 1962, «Outline for a logical theory of adaptive systems», in: JACM, Vol 9, nr. 3, pp. 279—314.
- 1970, «Hierarchical descriptions, universal spaces, and adaptive systems», in: Arthur W. Burks, editor. Essays on Cellular Automata. University of Illinois Press. 1970
- 1989, «Using Classifier Systems to Study Adaptive Nonlinear Networks», in: Daniel L. Stein, editor. Lectures in the Sciences of Complexity. Addison Wesley. 1989
- 1990, «Concerning the Emergence of Tag-Mediated Lookahead in Classifier Systems», in: Stephanie Forrest, editor. Emergent Computation: self-organizing, collective, and cooperative phenomena in natural and computing networks. MIT Press. 1991
- 1992, «The Royal Road for Genetic Algorithms: Fitness Landscapes and GA Performance», in: Francisco J. Varela, Paul Bourgine, editors. Toward a Practice of Autonomous Systems: proceedings of the first European conference on Artificial Life. MIT Press. 1992
- 1994, «Echoing Emergence: objectives, rough definitions, and speculations for ECHO-class models», in: George A. Cowan, David Pines, David Meltzer, editors. Complexity: metaphors, models, and reality, Addison-Wesley. 1994
- 1995, «Can There Be A Unified Theory of Complex Adaptive Systems?», in: Harold J. Morowitz, Jerome L. Singer, editors. The Mind, The Brain, and Complex Adaptive Systems. Addison-Wesley. 1995
- 2000, «Board Games», in: John Brockman, editor. The Greatest Inventions of the Past 2000 Years. Phoenix. 2000.
- 2002, «What is to Come and How to Predict It.», in: John Brockman, editor. The Next Fifty Years: science in the first half of the twenty-first century. Weidenfeld & Nicholson. 2002